# Ephraimiten
Ephraimiten wurden die seit 1756 von Preußen geprägten minderwertigen Münzen des Siebenjährigen Krieges genannt. Sie spiegelten dem normalen Bürger im Edelmetallgehalt vollwertige (Vorkriegs-)Kurantmünzen durch ihr Gepräge vor, waren aber tatsächlich in ihrem Feingehalt minderwertig.

## Finanzierung der Kriegskosten
Friedrich der Große finanzierte mit der Prägung der Ephraimiten einen Teil des 1756 begonnenen Siebenjährigen Kriegs. Preußen hatte die sächsische Münzstätte Leipzig unter seine Kontrolle gebracht. Diese Münzprägeanstalt wurde an ein vom Berliner Bankier Veitel Heine Ephraim geleitetes Konsortium verpachtet.
„In Leipzig prägten seit 1756 die Entrepreneurs Ephraim, Itzig und Compagnie ungeheure Mengen geringwerthigen Geldes, in Tympfen, Sechs-, Drei- und besonders in Achtgroschenstücken aus, zuerst mit den vorgefundenen sächsischen Stempeln von 1753, später mit neu angefertigten Stempeln sächsischen Typus.“
Diese Silbermünzen enthielten alle deutlich weniger Silber, als ihr Nominalwert anzeigte. Insbesondere war das Silber durch das wesentlich billiger zu beschaffende Kupfer ersetzt. Die Münzen wurden anfänglich zum vollen Wert und daher mit erheblichem Gewinn in den Umlauf gebracht.
Ephraim, Itzig & Cie. prägten in Leipzig vorwiegend mit älteren, originalen Münzstempeln anderer Länder. Besonders häufig wurden das silberne sächsisch-polnische 8-Groschenstück und der polnische 18-Gröscher (Tympf) sowie das goldene 5-Talerstück, auch August d’or oder auf Deutsch „goldener August“ genannt, im Feingehalt vermindert. Für die Prägung wurden hier sächsische Prägestempel, die meist vor 1756 datierten, genutzt.
Äußerlich unterschieden sich die verfälschten goldenen 5-Talerstücke von den vollwertigen Münzen dadurch, dass sie rötlicher und geringfügig dicker waren. Die größere Dicke glich das niedrigere spezifische Gewicht, die Dichte, des Kupfers aus, weil ein niedrigeres Gesamtgewicht der Münzen dem Publikum sofort aufgefallen wäre. Bei den verfälschten Silbermünzen war die Manipulation nicht ohne weiteres an der Dicke des Schrötlings ablesbar, da das spezifische Gewicht des Kupfers gegenüber Silber nur etwa 30 % niedriger ist.
Diese Münzen wurden in Sachsen über das Militär in Verkehr gebracht. Zumal als „Vorkriegsmünzen“ getarnt, waren die Ephraimiten für Normalbürger nicht sofort als minderwertig erkennbar. Sie nahmen die Ephraimiten daher anfangs noch zum vollen Vorkriegsnennwert an. Besser informierte Kaufleute, Handwerker und Gastwirte lehnten es aber bald ab, diese Münzen zum vollen Nennwert anzurechnen, und verlangten höhere Preise.
|                                                                                           |  | Neuer August d’or |
| Sachsen unter preußischer Besetzung                                                       |  |                   |
| Wert = 1 Taler 13 Groschen                                                                |  |                   |
| Münzstätte Berlin Prägung 1761–1762 durch Berliner Konsortium Veitel Ephraim, Itzig & Co. |  |                   |
| Gewicht: 6,58 g größerer Durchmesser: 25,25–25,56 mm größere Dicke: 1,44 mm               |  |                   |
| Vorder- und Rückseite wie Original, statt Laubrand schräg geriffelter Rand                |  |                   |

Es wurden auch preußische 1⁄6-Talerstücke von Preußen selbst ab 1757 im Feingehalt wesentlich vermindert und dies nicht offiziell bekanntgegeben. Aus dieser Zeit gibt es auch preußische Vollkupfer-1⁄6-Taler-Fälschungen, die nur noch äußerlich versilbert waren, was allerdings die Vermutung zulässt, dass in den Kriegswirren auch private Münzfälscher tätig waren.
Interessanterweise waren Ephraimiten bis 1820 in Preußen gesetzlich umlauffähig. Ihr Wert wurde in sogenannten Valvationstabellen (= Münzwertvergleichstabellen) bekanntgegeben. Im Jahr 1820 wurde zum endgültigen Umtausch und Einzug aufgerufen. Diese Ephraimiten kann man als im Kurs entsprechend ihrem tatsächlichen Edelmetallgehalt abgewertete Kurantmünzen bezeichnen. Sie sind keine typischen Scheidemünzen, da sie nicht ihrem Nennwert nach angenommen wurden.
Beispiele für den „wahren Wert“ von zwei Stück 5-Talermünzen (August d’or) von 1758 und dem Tympf nach einer preußischen Valvationstabelle von 1820:
- „Zwei Mittel-August-d’Or (nominell 10 Taler) = 6 Taler, 21 Groschen, 6 Pfennige (preuß. Courant)“, d. h., es fehlten mindestens eineinhalb Taler Gold am Nominalwert pro 5-Talermünze.
- „Ein 8-Groschenstück = 3 Groschen (preuß. Courant)“, d. h., es fehlen 5 Groschen (wobei der sächs. Groschen noch etwas mehr wert war als der preußische).

## Entlarvung des Betrugs
Im Feingehalt unbekannte Münzen können mit der Wasserprobe leicht auf korrekten Feingehalt geprüft werden. Mittels Strichfarbenvergleich auf der Schieferplatte (unter Zuhilfenahme einer Prüfsäure wie Salpetersäure oder verdünntem Königswasser) lässt sich der Feingehalt ebenfalls relativ genau feststellen. Dabei wird der zeitliche Verlauf der Metallstrichverfärbung (das Verblassen) der zu prüfenden Münze mit dem Verblassen der im Feingehalt bekannten Probiernadeln unter Säureeinfluss verglichen. Verblasste der Münzabriebstrich gleichzeitig mit dem der bekannten Probiernadel, so war der Münzfeingehalt identisch mit dem der normierten, bekannten Nadel.
Damit ließ sich der wahre Metallwert der Ephraimiten über das Rauhgewicht ermitteln. Der Betrug funktionierte daher nur etwa drei Jahre lang. Durch die geringere Anzahl an entsprechend ausgebildeten Experten funktionierte der Betrug dabei in ländlichen Gebieten länger als in Städten.
Ein zeitgenössischer Spruch über die Ephraimiten lautete:
„Von außen schön,

von innen schlimm,

von außen Fritz,

von innen Ephraim!“

## Nachahmer

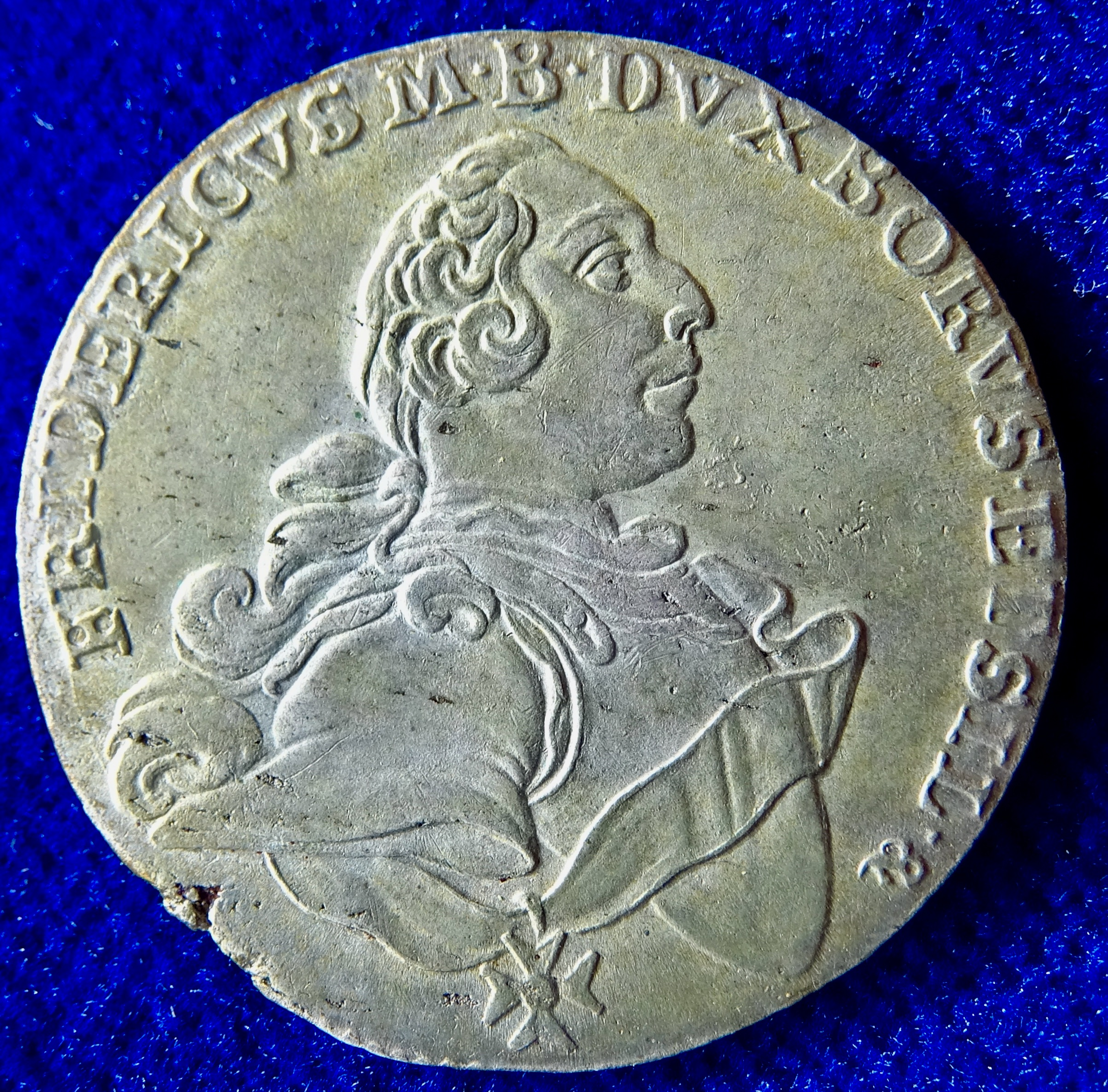
1/6 Taler 1757 Ephraimit aus Brandenburg-Bayreuth, Vorderseite

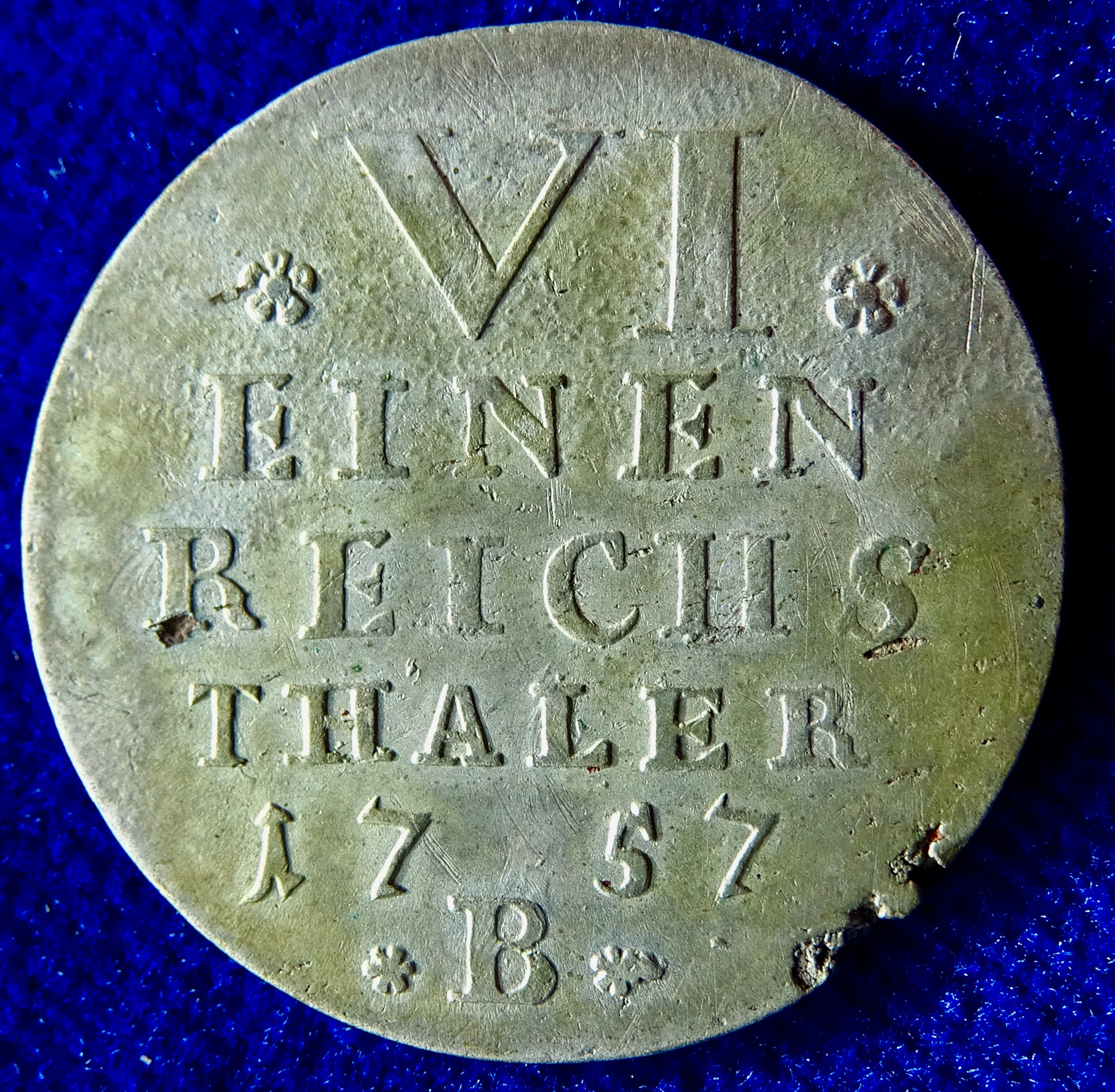
Die Rückseite dieser geringhaltigen Silbermünze

In der Folge prägten einige kleinere Münzherren ihre eigenen Münzen ebenfalls geringhaltiger aus, was besonders bei den Groschen- und Halbgroschenmünzen zu beobachten war. Diese waren oft nur noch äußerlich versilbert, beispielsweise bei Münzen der Anhaltischen Fürstentümer.
Auch Sechsteltaler wurden von Ephraim und anderen Münzpächtern als Kriegssechstel geprägt und allgemein Ephraimiten genannt: In Anhalt-Bernburg, Mecklenburg, Schwedisch-Pommern, Hildburghausen, Württemberg, Ansbach, Bayreuth, Baden-Durlach, Pfalz-Zweibrücken, Kurtrier, Fulda etc.